# Церква святого апостола і євангеліста Іоана Богослова (Давидківці)
Церква Успіння святого апостола і євангеліста Івана Богослова в Давидківці — православний парафіяльний храм (ПЦУ) у селі Давидківці Чортківського району Тернопільської області.

## Історія
Від старої дерев'яної церкви в селі Давидківцях збереглися чаша 1863 року та інша церковна атрибутика, що датуються кінцем XIX століття.
9 жовтня 1905 року в день пам'яті святого апостола і євангеліста Іоанна Богослова єпископ Григорій Хомишин освятив новозбудований храм. У 1913 році за пожертви сестринства перед храмом встановили фігуру Матері Божої.
На Святу Трійцю 2001 року архієпископ Тернопільський і Кременецький Іов разом із духовенством Чортківського деканату освятив новозбудовану дзвіницю та відремонтований храм. Завдяки пожертвам одного селянина для дзвіниці придбали чотири дзвони.
15 грудня 2018 року храм і парафія приєдналися до ПЦУ.
По обидва боки храму встановлені пам'ятні хрести на честь 950-ліття та 1000-ліття Хрещення Руси-України.

## Парохи
- о. Северин Стрільбицький (1890—1906)
- о. Петро Павлюк (1906—1919)
- о. Царук (1919—1933)
- о. Купчинський (1919—1933)
- о. Гелевич (1919—1933)
- о. Василь Луцький (1933—1939)
- о. Василь Попадюк (1939—1944)
- о. Іван Демушка (1944—1946)
- о. Комуняк (1946—1947)
- о. Карачевський (1947—1952)
- о. Валеріан Вознюк (1952—1969)
- о. Кіндрат Костецький (1969—1970)
- о. Яструбецький (1970—1972)
- о. Роман Шлапак (1972—1973)
- о. Павло Мисак (1973—1980)
- о. Микола Сухарський (1978—1980)
- о. Стефан Кричковський (від 1980 донині).